# Lando Norris
Lando Norris (sinh ngày 13 tháng 11 năm 1999) là một tay đua người Anh-Bỉ hiện đang đua cho McLaren tại Công thức 1 cho Anh.

## Đầu đời
Lando Norris sinh ngày 13 tháng 11 năm 1999 tại Bristol. Cha của anh, Adam Norris, là một người quản lý lương hưu đã nghỉ hưu và là một trong những người giàu có nhất của thành phố Bristol cũng như người giàu nhất 501 trong cả Vương quốc Anh (kể từ năm 2018). Mẹ của anh, Cisca (nhũ danh Wauman) Norris, đến từ vùng Vlaanderen của Bỉ. Anh có ba anh chị em, trong đó anh là người lớn tuổi thứ hai: anh có các em gái tên là Flo và Cisca và một anh trai Oliver, người cũng từng tham gia các giải đua kart ở cấp độ cạnh tranh cho đến năm 2014. Norris mang cả quốc tịch Anh lẫn quốc tịch Bỉ và nói được một lượng nhỏ tiếng Hà Lan vùng Vlaanderen.
Norris từng đi học tại trường Millfield ở Street, Somerset. Anh đã rời trường mà không dùng bằng GCSE của mình nhưng đã nghiên cứu vật lý và toán học với một gia sư cá nhân toàn thời gian. Gia đình anh sau đó chuyển đến Glastonbury để cho phép anh trở thành một học sinh ngày và đồng thời theo đuổi sự nghiệp đua xe của mình vì thần tượng của anh là Valentino Rossi.

## Sự nghiệp đua xe

### Công thức 3
Norris đua toàn thời gian với Carlin tại Giải đua xe Công thức 3 châu Âu 2017. Trong mùa giải này, anh phải đối mặt với sự cạnh tranh từ Joel Eriksson, Maximilian Günther và Callum Ilott để giành chức vô địch. Norris đã leo lên bục trao giải tại 20 trong số 30 chặng đua, bao gồm chín chiến thắng và tám vị trí pole. Anh đã giành được chức vô địch trước hai chặng đua cuối cùng của mùa giải.

### Macau Grand Prix
Vào tháng 11, Norris xuất hiện lần thứ hai tại Macau Grand Prix. Anh vượt qua vòng phân hạng ở vị trí thứ hai nhưng bị tụt xuống vị trí thứ bảy. Anh đã được hưởng lợi từ một vụ tai nạn giữa những tay đua dẫn đầu ở vòng đua cuối cùng để về đích ở vị trí thứ hai sau Dan Ticktum. Vào cuối tuần tiếp theo, Norris ra mắt tại Công thức 2 với Campos Racing. Anh thay thế Ralph Boschung tại chặng đua cuối cùng ở trường đua Yas Marina.

### Công thức 2
Norris thi đấu tại Công thức 2 năm 2018 với tư cách là tay đua chính cùng với Sérgio Sette Câmara tại Carlin. Norris đã giành chiến thắng tại chặng đua mở màn tại trường đua Bahrain International từ vị trí pole. Tuy nhiên, đây là chiến thắng duy nhất của anh trong mùa giải này. Tiếp theo đó, anh đã ghi điểm và leo lên bục trao giải thường xuyên để giữ vị trí dẫn đầu chức vô địch cho đến chặng đua thứ sáu tại trường đua Red Bull Ring, khi George Russell vượt qua anh ấy trên bảng xếp hạng. Norris bỏ cuộc tại cả hai cuộc đua ở chặng đua thứ 11 tại trường đua Sochi khiến anh không còn có cơ hội tranh chức vô địch và anh bị đẩy xuống vị trí thứ ba trên bảng xếp hạng sau Alexander Albon mặc dù anh đã phục hồi về vị trí thứ hai sau chặng đua cuối cùng ở trường đua Yas Marina.

### Công thức 1

##### 2019: Mùa giải đầu tiên tại Công thức 1 với McLaren
Norris đã ký hợp đồng với McLaren vào năm 2019 và đồng đội của anh trong mùa giải này là Carlos Sainz Jr. Tại chặng đua đầu tiên của mùa giải ở Úc, anh vượt qua vòng phân hạng ở vị trí thứ tám nhưng kết thúc cuộc đua ở vị trí thứ mười hai. Anh ghi điểm lần đầu tiên tại Công thức 1 sau khi về đích ở vị trí thứ sáu tại chặng đua tiếp theo ở Bahrain. Norris phải bỏ cuộc lần đầu tiên tại một chặng đua Công thức 1 sau khi va chạm với Daniil Kvyat tại vòng đua đầu tiên tại giải đua ô tô Công thức 1 Trung Quốc. Anh phải tiếp tục bỏ cuộc tại các chặng đua ở Tây Ban Nha do một vụ va chạm với Lance Stroll và ở Canada khi hệ thống treo lốp bị hỏng do phanh bị cháy.
Norris đang trên đường về đích thứ bảy tại giải đua ô tô Công thức 1 Pháp nhưng chiếc xe đua của anh gặp sự cố thủy lực vào cuối cuộc đua khiến anh bị tụt xuống vị trí thứ chín. Tại giải đua ô tô Công thức 1 Áo, anh lập kết quả tốt nhất trong mùa giải này sau khi về đích ở vị trí thứ sáu. Tại giải đua ô tô Công thức 1 Đức, anh buộc phải xuất phát từ những hàng xuất phát cuối cùng vì anh nhận một án phạt vì sử dụng quá số lượng linh kiện động cơ cho phép trong mùa giải. Sau đó, anh đã bỏ cuộc sau khi chiếc xe mất điện. Tại giải đua ô tô Công thức 1 Bỉ, anh đã leo lên từ vị trí thứ 11 lên thứ 5 trong giai đoạn đầu của cuộc đua. Anh đã có thể duy trì vị trí này thế nhưng chiếc xe đua của anh bị mất điện tại vòng đua cuối cùng. Sau khi cuộc đua kết thúc, anh đứng ở vị trí thứ 11.
Norris ghi điểm tại ba chặng đua liên tiếp ở Ý, Singapore và Nga. Tại giải đua ô tô Công thức 1 Nhật Bản, Norris đang chạy ở vị trí thứ năm trước khi va chạm với Alexander Albon trong khi Albon cố gắng vượt. Norris bị tụt một số vị trí sau khi sàn xe bị hỏng và cuối cùng anh về đích ở vị trí thứ 11. Tại chặng đua tiếp theo ở México, đội đã lắp sai lốp trong cuộc đổi lốp khiến anh tụt vài vị trí từ vị trí thứ bảy. Anh đã dành gần hai phút trong làn pit trong khi các thợ máy của anh giải quyết vấn đề này nhưng cuối cùng anh đã bỏ cuộc. Anh kết thúc mùa giải với ghi điểm liên tiếp tại ba chặng đua cuối cùng.
Norris đã kết thúc mùa giải Công thức 1 đầu tiên ở vị trí thứ 11 trên bảng xếp hạng các tay đua với 49 điểm. Cũng tại năm ra mắt Công thức 1 với McLaren, Norris đã ký hợp đồng nhiều năm để ở lại với McLaren từ năm 2020 đến năm 2022.

##### 2020: Lên bục trao giải lần đầu tiên
Norris vượt qua vòng phân hạng ở vị trí thứ tư nhưng được nâng lên thứ ba sau một án phạt đền của Lewis Hamilton tại giải đua ô tô Công thức 1 Áo khai mạc mùa giải. Đó là kết quả vòng phân hạng cao nhất trong sự nghiệp của anh vào thời điểm đó và cao nhất cho McLaren kể từ giải đua ô tô Công thức 1 2016. Cũng tại chặng đua này, Norris bước lên bục trao giải lần đầu tiên trong sự nghiệp Công thức 1 sau khi về đích ở vị trí thứ ba. Điều này khiến Norris trở thành người lên bục podium trẻ thứ ba trong lịch sử Công thức 1. Tại giải đua ô tô Công thức 1 Styria tiếp theo, Norris vượt qua vòng phân hạng ở vị trí thứ sáu nhưng bị tụt ba vj trí vì phớt lờ cờ vàng trong buổi tập. Anh đã vượt qua ba chiếc xe trong hai vòng cuối cùng của cuộc đua để về đích ở vị trí thứ 5.

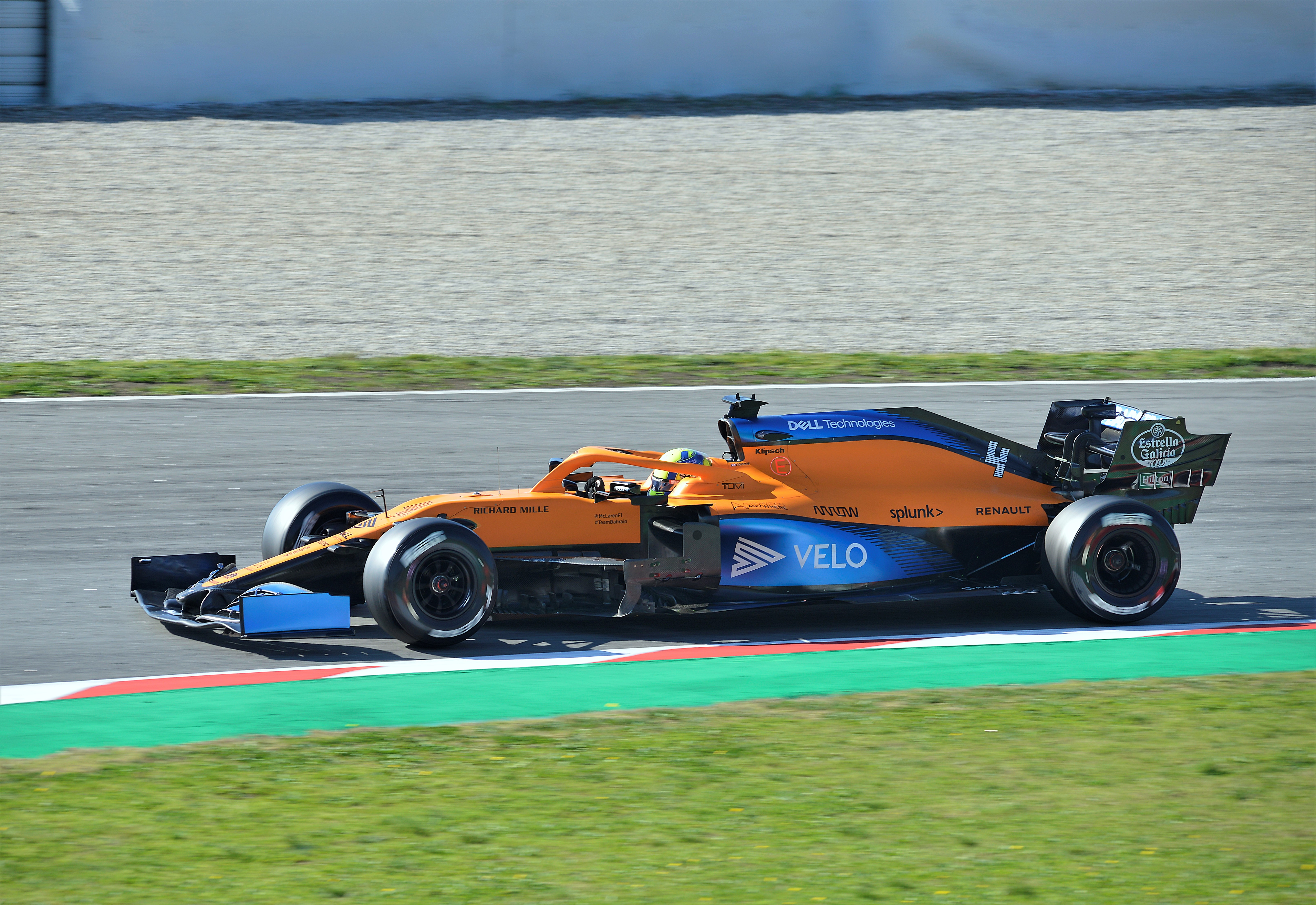
Lando Norris vào mùa giải 2020

Anh lấy điểm tại sáu chặng đua liên tiếp từ giải đua ô tô Công thức 1 Anh đến giải đua ô tô Công thức 1 Tuscan. Norris đã lái qua mảnh vỡ ở vòng mở màn của giải đua ô tô Công thức 1 Nga và kết thúc cuộc đua ở vị trí thứ 15. Tại giải đua ô tô Công thức 1 Eifel, anh đã bỏ cuộc do bộ nguồn trong chiếc xe của anh bị hỏng. Tại giải đua ô tô Công thức 1 Bồ Đào Nha, anh về đích thứ 13 sau một vụ va chạm với Lance Stroll và một vết thủng. Sau đó, Norris phải đối mặt với những lời chỉ trích về nhận xét của anh đối với Stroll và Hamilton.
Tại giải đua ô tô Công thức 1 Thổ Nhĩ Kỳ ẩm ướt, Norris đã coi chặng đua này là "[khởi đầu] tồi tệ nhất trong sự nghiệp của anh từ trước đến nay". Anh bắt đầu từ vị trí thứ 14 sau khi anh bị tụt năm vị trí vì phớt lờ cờ vàng trong vòng phân hạng. Sau khi cuộc đua kết thúc, anh về đích ở vị trí thứ 8 và lập vòng đua nhanh nhất. Norris về thứ 4 tại giải đua ô tô Công thức 1 Bahrain và thứ 5 tại chặng đua cuối cùng của mùa giải ở Abu Dhabi.  Cùng với số điểm do đồng đội Sainz ghi được, anh đã hỗ trợ McLaren giành vị trí thứ 3 trên bảng xếp hạng các đội đua.
Norris kết thúc mùa giải 2020 ở vị trí thứ chín trên bảng xếp hạng các tay đua với 97 điểm.

##### 2021: Giành vị trí pole đầu tiên
Norris ở lại McLaren trong mùa giải 2021. Đồng đội mới của anh là Daniel Ricciardo sau khi Sainz rời đội.

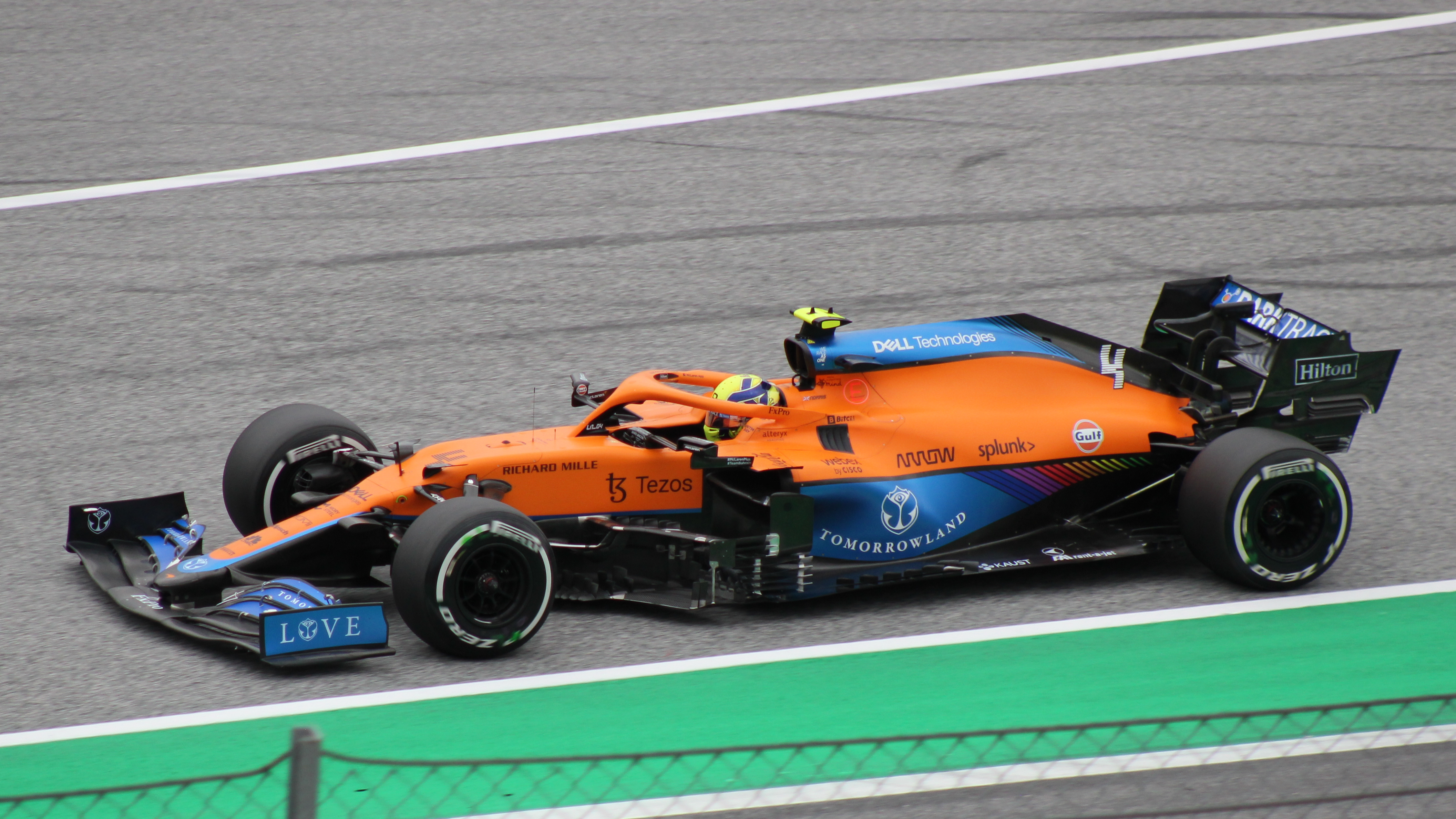
Lando Norris tại giải đua ô tô Công thức 1 Áo 2021

Norris vượt qua vòng phân hạng ở vị trí thứ 7 tai giải đua ô tô Công thức 1 Bahrain và về đích ở vị trí thứ 4. Tại chặng đua tiếp theo, giải đua ô tô Công thức 1 Emilia Romagna, anh đã chạy ở vị trí thứ nhì trước khi bị Lewis Hamilton vượt qua trong ba vòng đua cuối cùng. Anh về đích ở vị trí thứ 3 để leo lên bục trao giải lần thứ hai trong sự nghiệp Công thức 1. Tại giải đua ô tô Công thức 1 Monaco, Norris xuất phát ở vị trí thứ 5 và được hưởng lợi khi Charles Leclerc không thể tham gia cuộc đua và việc Valtteri Bottas bỏ cuộc để về đích ở vị trí thứ 3 và lên bục trao giải. Norris đã bị tụt vài vị trí và xuất phát ở vị trí thứ 9 tại giải đua ô tô Công thức 1 Azerbaijan vì không vào được làn pit trong lúc cờ đỏ ở vòng phân hạng và anh chỉ trích hình phạt đó là "không công bằng". Trong cuộc đua, anh đã leo lên các vị trí để về đích ở vị trí thứ 5. Ngoài ra, anh cũng hưởng lợi từ các vụ va chạm và sai lầm của các tay đua khác. Norris cân bằng kết quả vòng phân hạng cao nhất của anh tại giải đua ô tô Công thức 1 Styria sau khi xuất phát ở vị trí thứ ba sau khi Bottas bị phạt. Anh về thứ 5 liên tiếp trong ba chặng đua. 
Anh đã cải thiện kết quả vòng phân hạng của anh tại giải đua ô tô Công thức 1 Áo vào cuối tuần sau đó sau khi anh vượt qua ở vị trí thứ hai với khoảng cách thời gian 0,048 giây sau thời gian nhanh nhất của Max Verstappen. Norris đã nhận một án phạt 5 giây trong cuộc đua sau khi ép Sergio Pérez ra khỏi đường đua nhưng anh đã hoàn thành cuộc đua ở vị trí thứ 3 để lên bục trao giải lần thứ ba trong mùa giải. Anh đã lập thời gian nhanh thứ 6 trong vòng phân hạng vào ngày thứ sáu tại giải đua ô tô Công thức 1 Anh, trước khi về thứ 5 tại thể thức cuộc đua sprint mới và thứ 4 ở cuộc đua. Kết quả này đưa anh lên vị trí thứ ba trên bảng xếp hạng các tay đua.
Norris đứng thứ 6 tại giải đua ô tô Công thức 1 Hungary và đã leo lên vị trí thứ 3 tại góc cua đầu tiên nhưng bị Bottas đâm từ phía sau khiến anh va chạm với Verstappen. Norris đã phải bỏ cuộc sau đó do xe của anh bị hư hỏng nặng. Tại giải đua ô tô Công thức 1 Ý, Norris về thứ 4 ở cuộc đua sprint, và xuất phát ở vị trí thứ ba sau khi Bottas nhận một án phạt vì sử dụng động cơ vượt quá mức cho phép. Norris đã hoàn thành cuộc đua ở vị trí thứ hai sau đồng đội Ricciardo, leo lên bục trao giải lần thứ tư trong mùa giải này và giúp McLaren lần đầu tiên cán đích ở hai vị trí dẫn đầu kể từ giải đua ô tô Công thức 1 Canada 2010. Norris đã giành được vị trí pole đầu tiên trong sự nghiệp Công thức 1 của mình trong điều kiện thời tiết thay đổi ở vòng phân hạng tại giải đua ô tô Công thức 1 Nga. Anh để mất vị trí dẫn đầu vào tay đồng đội cũ Carlos Sainz Jr. ở vòng đầu tiên trước khi giành lại nó ở vòng đua thứ 13. Norris tiếp tục dẫn đầu cuộc đua với Lewis Hamilton bám sát phía sau cho đến khi mưa bắt đầu rơi ở những vòng đua cuối cùng. Norris quyết định tiếp tục sử dụng lốp cho thời tiết khô ráo trong khi Hamilton đã chuyển sang lốp mưa. Cơn mưa nhanh chóng mạnh hơn khiến Norris phải vào làn pit để đổi lốp và cho phép Hamilton vượt lên. Norris về đích ở vị trí thứ 7 và lập vòng đua nhanh nhất. Sau chặng đua đó, Norris đã không thể về đích ở bất kỳ cuộc đua nào trong số bảy chặng đua còn lại của mùa giải 2021 ở vị trí cao hơn thứ 7 mặc dù anh đã có thể ghi điểm tại từng chặng đua.
Norris đã kết thúc mùa giải 2021 ở vị trí thứ 6 trên bảng xếp hạng các tay đua với 160 điểm.

##### 2023: Mùa giải thành công nhất tại Công thức 1
Mùa giải 2023, Norris thi đấu cho đội đua McLaren cùng với tân binh người Úc Oscar Piastri.

## Đời tư
Trong những năm đầu sự nghiệp Công thức 1 của mình, anh đã sống tại Woking, gần trụ sở của đội McLaren, nhưng sau đó chuyển đến Monaco vào năm 2022 vì lý do tài chính. Từ tháng 8 năm 2021 đến tháng 9 năm 2022, Norris hẹn hò với người mẫu Bồ Đào Nha Luisa Oliveira. Norris cho biết anh và bạn gái cũ từng là đối tượng bị lạm dụng và dọa giết từ những troll internet.

## Thống kê sự nghiệp đua xe go-kart
| Mùa giải | Giải đua                                        | Đội đua                | Vị trí chung cuộc |
| -------- | ----------------------------------------------- | ---------------------- | ----------------- |
| 2008     | Super 1 National Championship — Comer Cadet     |                        | 35                |
| 2009     | Formula Kart Stars MSA — Cadet                  |                        | 21                |
| 2009     | Super 1 National Championship — Comer Cadet     |                        | 14                |
| 2010     | Kartmasters British Grand Prix — Comer Cadet    |                        | 27                |
| 2010     | Formula Kart Stars MSA — Cadet                  |                        | 10                |
| 2010     | Super 1 National Championship — Comer Cadet     |                        | 3                 |
| 2011     | Trent Valley Kart Club — Minimax                |                        | 27                |
| 2011     | Kartmasters British Grand Prix — Comer Cadet    |                        | 25                |
| 2011     | Super 1 National Championship — Comer Cadet     |                        | 5                 |
| 2011     | MSA British Championship — Cadet                |                        | 6                 |
| 2012     | Kartmasters British Grand Prix — Rotax Mini Max | RL Racing Department   | 4                 |
| 2012     | Super 1 National Championship — Rotax Mini Max  |                        | 2                 |
| 2012     | Formula Kart Stars — Mini Max                   |                        | 1                 |
| 2012     | Formula Kart Stars — Junior Max                 |                        | 18                |
| 2012     | Rotax Max Euro Challenge — Junior               | RL Racing              | 19                |
| 2012     | WSK Final Cup — KF3                             | Ricky Flynn Motorsport | 20                |
| 2012     | Copa de Campeones — KF3                         |                        | 3                 |
| 2013     | South Garda Winter Cup — KF3                    | Ricky Flynn Motorsport | 5                 |
| 2013     | Trofeo Andrea Margutti — KFJ                    | Ricky Flynn Motorsport | 5                 |
| 2013     | WSK Euro Series — KFJ                           | Ricky Flynn Motorsport | 1                 |
| 2013     | WSK Super Master Series — KFJ                   | Ricky Flynn Motorsport | 2                 |
| 2013     | CIK-FIA European Championship — KFJ             | Ricky Flynn Motorsport | 1                 |
| 2013     | CIK-FIA International Super Cup — KFJ           | Ricky Flynn Motorsport | 1                 |
| 2013     | Rotax Max Euro Challenge — Junior               | Ricky Flynn Motorsport | 7                 |
| 2013     | Italian CSAI Championship — KF3                 | Ricky Flynn Motorsport | 13                |
| 2013     | WSK Final Cup — KFJ                             | Ricky Flynn Motorsport | 7                 |
| 2013     | Trofeo delle Industrie — KF3                    | Ricky Flynn Motorsport | 5                 |
| 2013     | CIK-FIA World Championship — KFJ                | Ricky Flynn Motorsport | 4                 |
| 2014     | South Garda Winter Cup — KF2                    | Ricky Flynn Motorsport | 34                |
| 2014     | WSK Champions Cup — KF                          | Ricky Flynn Motorsport | 20                |
| 2014     | WSK Super Master Series — KF                    | Ricky Flynn Motorsport | 12                |
| 2014     | CIK-FIA European Championship — KF              | Ricky Flynn Motorsport | 3                 |
| 2014     | CIK-FIA World Championship — KF                 | Ricky Flynn Motorsport | 1                 |

## Thống kê sự nghiệp

### Thống kê tổng thể
| Mùa giải | Giải đua                            | Đội đua               | Số chặng đua đã tham gia | Số lần chiến thắng    | Tổng số vị trí pole   | Tổng số vòng đua nhanh nhất | Số lần lên bục trao giải | Tổng điểm             | Vị trí chung cuộc     |
| -------- | ----------------------------------- | --------------------- | ------------------------ | --------------------- | --------------------- | --------------------------- | ------------------------ | --------------------- | --------------------- |
| 2014     | Ginetta Junior Championship         | HHC Motorsport        | 20                       | 4                     | 8                     | 2                           | 11                       | 432                   | 3                     |
| 2015     | MSA Formula Championship            | Carlin                | 30                       | 8                     | 10                    | 9                           | 15                       | 413                   | 1                     |
| 2015     | Giải đua xe Công thức 4 Đức         | Mücke Motorsport      | 8                        | 1                     | 0                     | 3                           | 6                        | 131                   | 8                     |
| 2015     | Giải vô địch Công thức 4 Ý          | Mücke Motorsport      | 9                        | 0                     | 0                     | 3                           | 1                        | 51                    | 11                    |
| 2015     | BRDC Formula 4 Autumn Trophy        | HHC Motorsport        | 4                        | 2                     | 1                     | 1                           | 4                        | 128                   | 5                     |
| 2016     | Eurocup Formula Renault 2.0         | Josef Kaufmann Racing | 15                       | 5                     | 6                     | 4                           | 12                       | 253                   | 1                     |
| 2016     | Formula Renault 2.0 Bắc Âu          | Josef Kaufmann Racing | 15                       | 6                     | 10                    | 4                           | 11                       | 316                   | 1                     |
| 2016     | Toyota Racing Series                | M2 Competition        | 15                       | 6                     | 8                     | 5                           | 11                       | 924                   | 1                     |
| 2016     | BRDC British Formula 3 Championship | Carlin                | 11                       | 4                     | 4                     | 3                           | 8                        | 247                   | 8                     |
| 2016     | Công thức 3 châu Âu                 | Carlin                | 3                        | 0                     | 0                     | 0                           | 0                        | 0                     | Không được xếp hạng†  |
| 2016     | Macau Grand Prix                    | Carlin                | 1                        | 0                     | 0                     | 0                           | 0                        | N/A                   | 11                    |
| 2017     | Công thức 3                         | Carlin                | 30                       | 9                     | 8                     | 8                           | 20                       | 441                   | 1                     |
| 2017     | Macau Grand Prix                    | Carlin                | 1                        | 0                     | 0                     | 0                           | 1                        | N/A                   | 2                     |
| 2017     | Công thức 2                         | Campos Racing         | 2                        | 0                     | 0                     | 0                           | 0                        | 0                     | 25                    |
| 2018     | Công thức 2                         | Carlin                | 24                       | 1                     | 1                     | 1                           | 9                        | 219                   | 2                     |
| 2018     | WeatherTech SportsCar Championship  | United Autosports     | 1                        | 0                     | 0                     | 0                           | 0                        | 18                    | 58                    |
| 2018     | Công thức 1                         | McLaren F1 Team       | Tay đua dự bị/lái thử    | Tay đua dự bị/lái thử | Tay đua dự bị/lái thử | Tay đua dự bị/lái thử       | Tay đua dự bị/lái thử    | Tay đua dự bị/lái thử | Tay đua dự bị/lái thử |
| 2019     | Công thức 1                         | McLaren F1 Team       | 21                       | 0                     | 0                     | 0                           | 0                        | 49                    | 11                    |
| 2020     | Công thức 1                         | McLaren F1 Team       | 17                       | 0                     | 0                     | 2                           | 1                        | 97                    | 9                     |
| 2021     | Công thức 1                         | McLaren F1 Team       | 22                       | 0                     | 1                     | 1                           | 4                        | 160                   | 6                     |
| 2022     | Công thức 1                         | McLaren F1 Team       | 22                       | 0                     | 0                     | 2                           | 1                        | 122                   | 7                     |
| 2023     | Công thức 1                         | McLaren F1 Team       | 22                       | 0                     | 0                     | 1                           | 7                        | 205                   | 6                     |
| 2024     | Công thức 1                         | McLaren F1 Team       | 6                        | 1                     | 0                     | 0                           | 3                        | 83*                   | 2                     |

Chú thích
- † Vì Norris là một tay đua mời nên anh không đủ điều kiện để lấy điểm.
- * Mùa giải vẫn đang diễn ra.

### Thống kê kết quả chi tiết

#### Công thức 3 châu Âu
| Mùa giải | Đội đua | 1      | 2      | 3      | 4     | 5     | 6     | 7     | 8     | 9     | 10    | 11    | 12    | 13    | 14    | 15    | 16    | 17    | 18    | 19    | 20    | 21    | 22    | 23    | 24    | 25    | 26    | 27    | 28    | 29    | 30    | Vị trí trên BXH | Tổng điểm |
| -------- | ------- | ------ | ------ | ------ | ----- | ----- | ----- | ----- | ----- | ----- | ----- | ----- | ----- | ----- | ----- | ----- | ----- | ----- | ----- | ----- | ----- | ----- | ----- | ----- | ----- | ----- | ----- | ----- | ----- | ----- | ----- | --------------- | --------- |
| 2016     | Carlin  | LEC 1  | LEC 2  | LEC 3  | HUN 1 | HUN 2 | HUN 3 | PAU 1 | PAU 2 | PAU 3 | RBR 1 | RBR 2 | RBR 3 | NOR 1 | NOR 2 | NOR 3 | ZAN 1 | ZAN 2 | ZAN 3 | SPA 1 | SPA 2 | SPA 3 | NÜR 1 | NÜR 2 | NÜR 3 | IMO 1 | IMO 2 | IMO 3 | HOC 1 | HOC 2 | HOC 3 | KĐXH‡           | 0         |
| 2016     | Carlin  |        |        |        |       |       |       |       |       |       |       |       |       |       |       |       |       |       |       |       |       |       |       |       |       |       |       |       | Ret   | 16    | 16    | KĐXH‡           | 0         |
| 2017     | Carlin  | SIL1 1 | SIL1 2 | SIL1 3 | MNZ 1 | MNZ 2 | MNZ 3 | PAU 1 | PAU 2 | PAU 3 | HUN 1 | HUN 2 | HUN 3 | NOR 1 | NOR 2 | NOR 3 | SPA 1 | SPA 2 | SPA 3 | ZAN 1 | ZAN 2 | ZAN 3 | NÜR 1 | NÜR 2 | NÜR 3 | RBR 1 | RBR 2 | RBR 3 | HOC 1 | HOC 2 | HOC 3 | 1               | 441       |
| 2017     | Carlin  | 1PF    | 9      | 3      | 1F    | 2     | 2     | 2F    | 2P    | RetPF | 8     | 14    | 3     | 11    | 1PF   | 3     | 1P    | 2     | 1P    | 1PF   | 3     | 1P    | 1P    | 2     | 1F    | 4     | 2F    | 17    | 2F    | 11    | 4     | 1               | 441       |

Chú thích
- † Tay đua không hoàn thành chặng đua nhưng được xếp hạng vì đã hoàn thành hơn 90% của chặng đua.
- ‡ Vì Norris là tay đua mời nên anh không được phép lấy điểm.

#### Giải đua ô tô Macau (Macau Grand Prix)
| Năm  | Đội đua | Xe đua       | Vòng phân hạng | Chặng đua phân hạng | Chặng đua chính |
| ---- | ------- | ------------ | -------------- | ------------------- | --------------- |
| 2016 | Carlin  | Dallara F312 | 9              | DNF                 | 11              |
| 2017 | Carlin  | Dallara F317 | 2              | 7                   | 2               |

#### Công thức 2
| Mùa giải | Đội đua       | 1       | 2       | 3       | 4       | 5       | 6       | 7       | 8       | 9       | 10      | 11      | 12      | 13      | 14      | 15      | 16      | 17      | 18      | 19      | 20      | 21      | 22      | 23      | 24      | Vị trí trên bảng xếp hạng | Số điểm |
| -------- | ------------- | ------- | ------- | ------- | ------- | ------- | ------- | ------- | ------- | ------- | ------- | ------- | ------- | ------- | ------- | ------- | ------- | ------- | ------- | ------- | ------- | ------- | ------- | ------- | ------- | ------------------------- | ------- |
| 2017     | Campos Racing | BHR FEA | BHR SPR | CAT FEA | CAT SPR | MON FEA | MON SPR | BAK FEA | BAK SPR | RBR FEA | RBR SPR | SIL FEA | SIL SPR | HUN FEA | HUN SPR | SPA FEA | SPA SPR | MNZ FEA | MNZ SPR | JRZ FEA | JRZ SPR | YMC FEA | YMC SPR |         |         | 25                        | 0       |
| 2017     | Campos Racing |         |         |         |         |         |         |         |         |         |         |         |         |         |         |         |         |         |         |         |         | Ret     | 13      |         |         | 25                        | 0       |
| 2018     | Carlin        | BHR FEA | BHR SPR | BAK FEA | BAK SPR | CAT FEA | CAT SPR | MON FEA | MON SPR | LEC FEA | LEC SPR | RBR FEA | RBR SPR | SIL FEA | SIL SPR | HUN FEA | HUN SPR | SPA FEA | SPA SPR | MNZ FEA | MNZ SPR | SOC FEA | SOC SPR | YMC FEA | YMC SPR | 2                         | 219     |
| 2018     | Carlin        | 1PF     | 4       | 6       | 4       | 3       | 3       | 6       | 3       | 16      | 5       | 2       | 11      | 10      | 3       | 2       | 4       | 4       | 2       | 6       | 5       | Ret     | Ret     | 5       | 2       | 2                         | 219     |

#### Giải đua 24 giờ Daytona
| Năm  | Đội đua           | Tay đua đồng lái              | Xe đua                | Thể loại | Số vòng đua | Vị trí về đích | Vị trí thể loại |
| ---- | ----------------- | ----------------------------- | --------------------- | -------- | ----------- | -------------- | --------------- |
| 2018 | United Autosports | Philip Hanson Fernando Alonso | Ligier JS P217-Gibson | P        | 718         | 38             | 13              |

#### Công thức 1
| Mùa giải | Đội đua         | Xe đua         | 1   | 2   | 3   | 4   | 5   | 6   | 7   | 8   | 9   | 10  | 11  | 12  | 13  | 14  | 15  | 16  | 17  | 18  | 19  | 20  | 21   | 22  | 23  | 24  | Vị trí trên bảng xếp hạng | Số điểm |
| -------- | --------------- | -------------- | --- | --- | --- | --- | --- | --- | --- | --- | --- | --- | --- | --- | --- | --- | --- | --- | --- | --- | --- | --- | ---- | --- | --- | --- | ------------------------- | ------- |
| 2019     | McLaren F1 Team | McLaren MCL34  | AUS | BHR | CHN | AZE | ESP | MON | CAN | FRA | AUT | GBR | GER | HUN | BEL | ITA | SIN | RUS | JPN | MEX | USA | BRA | ABU  |     |     |     | 11                        | 49      |
| 2019     | McLaren F1 Team | McLaren MCL34  | 12  | 6   | 18  | 8   | Ret | 11  | Ret | 9   | 6   | 11  | Ret | 9   | 11  | 10  | 7   | 8   | 11  | Ret | 7   | 8   | 8    |     |     |     | 11                        | 49      |
| 2020     | McLaren F1 Team | McLaren MCL35  | AUT | STY | HUN | GBR | 70A | ESP | BEL | ITA | TOS | RUS | EIF | POR | EMI | TUR | BHR | SKH | ABU |     |     |     |      |     |     |     | 9                         | 97      |
| 2020     | McLaren F1 Team | McLaren MCL35  | 3F  | 5   | 13  | 5   | 9   | 10  | 7   | 4   | 6   | 15  | Ret | 13  | 8   | 8F  | 4   | 10  | 5   |     |     |     |      |     |     |     | 9                         | 97      |
| 2021     | McLaren F1 Team | McLaren MCL35M | BHR | EMI | POR | ESP | MON | AZE | FRA | STY | AUT | GBR | HUN | BEL | NED | ITA | RUS | TUR | USA | MXC | SAP | QAT | SAU  | ABU |     |     | 6                         | 160     |
| 2021     | McLaren F1 Team | McLaren MCL35M | 4   | 3   | 5   | 8   | 3   | 5   | 5   | 5   | 3   | 4   | Ret | 14  | 10  | 2   | 7P  | 7   | 8   | 10  | 10  | 9   | 10   | 7   |     |     | 6                         | 160     |
| 2022     | McLaren F1 Team | McLaren MCL36  | BHR | SAU | AUS | EMI | MIA | ESP | MON | AZE | CAN | GBR | AUT | FRA | HUN | BEL | NED | ITA | SIN | JPN | USA | MXC | SAP  | ABU |     |     | 7                         | 122     |
| 2022     | McLaren F1 Team | McLaren MCL36  | 15  | 7   | 5   | 35  | Ret | 8   | 6F  | 9   | 15  | 6   | 7   | 7   | 7   | 12  | 7   | 7   | 4   | 10  | 6   | 9   | Ret7 | 6F  |     |     | 7                         | 122     |
| 2023     | McLaren F1 Team | McLaren MCL60  | BHR | SAU | AUS | AZE | MIA | MON | ESP | CAN | AUT | GBR | HUN | BEL | NED | ITA | SIN | JPN | QAT | USA | MXC | SAP | LVG  | ABU |     |     | 6                         | 205     |
| 2023     | McLaren F1 Team | McLaren MCL60  | 17  | 17  | 6   | 9   | 17  | 9   | 17  | 13  | 4   | 2   | 2   | 76  | 7   | 8   | 2   | 2   | 3   | 24  | 5   | 2   | Ret  | 5   |     |     | 6                         | 205     |
| 2024     | McLaren         | McLaren MCL38  | BHR | SAU | AUS | JPN | CHN | MIA | EMI | MON | CAN | ESP | AUT | GBR | HUN | BEL | NED | ITA | ITA | SIN | USA | MXC | SAP  | LVG | QAT | ABU | 4*                        | 83*     |
| 2024     | McLaren         | McLaren MCL38  | 6   | 8   | 3   | 5   | 26  | 1   |     |     |     |     |     |     |     |     |     |     |     |     |     |     |      |     |     |     | 4*                        | 83*     |

Chú thích
- – † Tay đua không hoàn thành chặng đua nhưng được xếp hạng vì đã hoàn thành hơn 90% của chặng đua.

Chú thích cho bảng trên
| Chú thích                | Chú thích                                |
| Màu                      | Ý nghĩa                                  |
| ------------------------ | ---------------------------------------- |
| Vàng                     | Chiến thắng                              |
| Bạc                      | Hạng 2                                   |
| Đồng                     | Hạng 3                                   |
| Xanh lá                  | Các vị trí ghi điểm khác                 |
| Xanh dương               | Được xếp hạng                            |
| Xanh dương               | Không xếp hạng, có hoàn thành (NC)       |
| Tím                      | Không xếp hạng, bỏ cuộc (Ret)            |
| Đỏ                       | Không phân hạng (DNQ)                    |
| Đen                      | Bị loại khỏi kết quả (DSQ)               |
| Trắng                    | Không xuất phát (DNS)                    |
| Trắng                    | Chặng đua bị hủy (C)                     |
|                          | Không đua thử (DNP)                      |
| Loại trừ (EX)            |                                          |
| Không đến (DNA)          |                                          |
| Rút lui (WD)             |                                          |
| Không tham gia (ô trống) |                                          |
| Ghi chú                  | Ý nghĩa                                  |
| P                        | Giành vị trí pole                        |
| Số mũ cao                | Vị trí giành điểm tại chặng đua nước rút |
| F                        | Vòng đua nhanh nhất                      |